# Ian Mac Niven
Ian Mac-Niven Carlsson (Santiago, Chile, 25 de octubre de 1971) es un periodista y exfutbolista chileno que se desempeñaba como mediocampista.

## Trayectoria
A los 12 años, el dirigente de Universidad Católica Nelson King lo descubrió jugando al fútbol en las calles de barrio, convenciéndolo de asistir a una prueba al conjunto cruzado. Tras superar la prueba, se incorporó a las divisiones inferiores del equipo. Dio sus primeros pasos en el profesionalismo, bajo la dirección técnica de Vicente Cantatore en 1990.
Entre 1991 y 1992 alternó en el primer equipo. En 1993, pese a contar para el entrenador Ignacio Prieto, tomó la decisión de partir cedido a Deportes Concepción, donde obtuvo regularidad pese a estar lesionado por 4 meses, sin embargo el equipo lila terminó descendiendo a la Primera B. Para la temporada siguiente, tras unos meses en Católica donde perdió la confianza, partió cedido a Deportes Antofagasta, donde fue dirigido por Andrija Perčić, logrando una buena temporada.
De regreso en Católica con vistas a la temporada 1995, comenzó alternando en el equipo, logrando una destacada campaña en la fase de grupos de la Copa Chile 1995, logrando obtener la titularidad para los trascendentales partidos por fase de grupos de la Copa Libertadores 1995 ante Millonarios y Atlético Nacional. Perdió regularidad a fines de la temporada 1995, mientras que en 1996 se vio afectado por las lesiones.
En 1997, firmó para el Deportes Tolima colombiano; sin embargo no jugó ningún partido. Ese mismo año, se retiró del fútbol para realizar estudios de periodismo. Luego, estudió gestión deportiva en la Universidad Europea de Madrid. Entre 2017 y 2021 fue gerente de la selección de fútbol de Chile. Desde marzo de 2024, es el coanimador del programa "Fútbol y Parrilla" a través de YouTube junto al también exfutbolista Fernando Vergara.

## Selección nacional

### Selección juvenil
Representó a la Selección sub-20 de Chile en el Sudamericano Sub-20 de 1991 y a la Selección sub-23 en el Preolímpico Sub-23 de 1992.

#### Participaciones en sudamericanos
| Torneo                      | Sede      | Resultado    |
| --------------------------- | --------- | ------------ |
| Sudamericano Sub-20 de 1991 | Venezuela | Primera fase |

#### Participaciones en Preolímpicos
| Torneo                     | Sede     | Resultado    |
| -------------------------- | -------- | ------------ |
| Preolímpico Sub-23 de 1992 | Paraguay | Primera Fase |

### Selección adulta
Tras su destacada campaña en el primer semestre de 1995, jugó dos partidos internacionales por la Selección chilena bajo la dirección de Xabier Azkargorta. En marzo de 1995, jugó ante México, ingresando a los '80 reemplazando a Iván Zamorano.Tres semanas después, jugó el primer tiempo en la histórica derrota ante Perú en Lima por 6-0.

### Partidos internacionales
| 1     | 29 de marzo de 1995 | Los Angeles Memorial Coliseum, Los Ángeles, Estados Unidos | México     | 1-2 | Chile |   |  | Xabier Azkargorta | Amistoso |
| 2     | 19 de abril de 1995 | Estadio Nacional, Lima, Perú                               | Perú       | 6-0 | Chile |   |  | Xabier Azkargorta | Amistoso |
| Total | Total               | Total                                                      | Presencias | 2   | Goles | 0 |  |                   |          |

| Selección chilena | Selección chilena | Selección chilena |
| Año               | Partidos          | Goles             |
| ----------------- | ----------------- | ----------------- |
| 1995              | 2                 | 0                 |
| Total             | 2                 | 0                 |

## Clubes
| Club                            | País     | Año       |
| ------------------------------- | -------- | --------- |
| Universidad Católica            | Chile    | 1990-1996 |
| → Deportes Concepción (cedido)  | Chile    | 1993      |
| → Deportes Antofagasta (cedido) | Chile    | 1994      |
| Deportes Tolima                 | Colombia | 1997      |

## Palmarés

### Torneos nacionales
| Título     | Equipo               | País  | Año  |
| ---------- | -------------------- | ----- | ---- |
| Copa Chile | Universidad Católica | Chile | 1991 |
| Copa Chile | Universidad Católica | Chile | 1995 |